# Lilla Malistjärnen
Lilla Malistjärnen är en sjö i Leksands kommun i Dalarna och ingår i Dalälvens huvudavrinningsområde.